# Wowczyj Jar (rejon iziumski)
Wowczyj Jar (ukr. Вовчий Яр) – wieś na Ukrainie, w obwodzie charkowskim, w rejonie iziumskim. W 2001 liczyła 80 mieszkańców, spośród których 76 posługiwało się językiem ukraińskim, a 4 rosyjskim.

## Urodzeni
- Matriona Nieczeporczukowa